# Municipio Soyaló
Koordinaten: 16° 54′ N, 92° 56′ W
Soyaló ist ein Municipio im Zentrum des mexikanischen Bundesstaates Chiapas. Das Municipio hat etwa 10.000 Einwohner und eine Fläche von 96,4 km². Verwaltungssitz und größter Ort des Municipios ist das gleichnamige Soyaló.
Ein Teil des Nationalparks Cañón del Sumidero liegt im Gebiet des Municipios Soyaló.

## Geographie
Das Municipio Soyaló liegt zentral im mexikanischen Bundesstaat Chiapas auf Höhen zwischen 300 m und 1900 m. Es zählt zur Gänze zur physiographischen Provinz der Sierra Madre de Chiapas und liegt gänzlich in der hydrologischen Region Grijalva-Usumacinta. Die Geologie des Municipios wird zu 53 % von Kalkstein bestimmt bei 39 % Sandstein-Lutit; vorherrschende Bodentypen sind der Regosol (71 %) und Leptosol (22 %). Etwa 70 % der Gemeindefläche sind bewaldet, 18 % dienen dem Ackerbau, 9 % werden von Weideland eingenommen.
Das Municipio Soyaló grenzt an die Municipios Chicoasén, Bochil, Chiapa de Corzo, Ixtapa und Osumacinta.

## Bevölkerung
Beim Zensus 2010 wurden im Municipio 9740 Menschen in 2180 Wohneinheiten gezählt. Davon wurden 2691 Personen als Sprecher einer indigenen Sprache registriert, darunter 2559 Sprecher des Tzotzil. Gut 21 Prozent der Bevölkerung waren Analphabeten. 3151 Einwohner wurden als Erwerbspersonen registriert, wovon 87 % Männer bzw. 3 % arbeitslos waren. Gut 30 % der Bevölkerung lebten in extremer Armut.

## Orte
Das Municipio Soyaló umfasst 18 bewohnte localidades, von denen der Hauptort sowie Francisco Sarabia vom INEGI als urban klassifiziert sind. Vier Orte wiesen beim Zensus 2010 eine Einwohnerzahl von über 500 auf, zehn Orte hatten weniger als 100 Einwohner. Die größten Orte sind:
| Ort                  | Einwohner |
| Soyaló               | 4014      |
| Francisco Sarabia    | 3318      |
| San Antonio Zaragoza | 0768      |
| Adolfo López Mateos  | 0500      |